# Noel Sernelius
Noel Bo Runar Sernelius, född 24 juli 2006 är en svensk fotbollsspelare (mittfältare) som spelar för Husqvarna FF, på lån från IFK Norrköping i Allsvenskan. 

## Klubblagskarriär
Noel Sernelius växte upp i Linköping och spelade som ung för IK Östria Lambohov och Stångebro United innan han tog klivet till IFK Norrköping i de tidiga tonåren.
Sommaren 2022 skrev den nyss 16 år fyllda Sernelius på sitt första A-lagskontrakt med IFK Norrköping och han blev kort därpå uttagen till flera matchtrupper i Allsvenskan. Vid årets slut mottog han priset som årets herrjunior 2022 av Östergötlands Fotbollförbund. Året därpå kom också den allsvenska debuten, då Sernelius hoppade in i slutminuterna i 3-1-segern mot Halmstads BK den 13 augusti 2023. Debuten följdes av att Sernelius fanns med från start när IFK Norrköping besegrade Lucksta IF med 6-0 i Svenska Cupen den 24 augusti 2023.

## Landslagskarriär
Noel Sernelius har representerat Sveriges U19-landslag.
Hans första landslagsframträdande kom kort efter att han debuterat i Allsvenskan, då Sernelius var en del av det P17-landslag som förlorade med 1-3 mot Danmark den 9 september 2023.

## Statistik
| Klubb                                                 | Säsong            | Inhemsk liga         | Inhemsk liga | Inhemsk liga | Nat. täv. | Nat. täv. | Internat. täv. | Internat. täv. | Totalt | Totalt |
| Klubb                                                 | Säsong            | Serie                | SM           | Mål          | SM        | Mål       | SM             | Mål            | SM     | Mål    |
| ----------------------------------------------------- | ----------------- | -------------------- | ------------ | ------------ | --------- | --------- | -------------- | -------------- | ------ | ------ |
| IFK Norrköping                                        | 2023              | Allsvenskan          | 2            | 0            | 1         | 0         | 0              | 0              | 3      | 0      |
| IFK Norrköping                                        | 2024              | Allsvenskan          | 1            | 0            | 1         | 0         | 0              | 0              | 2      | 0      |
| IFK Norrköping                                        | 2025              | Allsvenskan          | 0            | 0            | 1         | 0         | 0              | 0              | 1      | 0      |
| IFK Norrköping                                        | Totalt i klubblag | Totalt i klubblag    | 3            | 0            | 3         | 0         | 0              | 0              | 6      | 0      |
| IF Sylvia (lån)                                       | 2024              | Div 2 Södra Svealand | 4            | 1            | 0         | 0         | 0              | 0              | 4      | 1      |
| IF Sylvia (lån)                                       | Totalt i klubblag | Totalt i klubblag    | 4            | 1            | 0         | 0         | 0              | 0              | 4      | 1      |
| Husqvarna FF (lån)                                    | 2025              | Ettan Södra          | 0            | 0            | 0         | 0         | 0              | 0              | 0      | 0      |
| Husqvarna FF (lån)                                    | Totalt i klubblag | Totalt i klubblag    | 0            | 0            | 0         | 0         | 0              | 0              | 0      | 0      |
| Antal matcher och mål är korrekt per den 26 mars 2025 |                   |                      |              |              |           |           |                |                |        |        |